# Воронов, Анатолий Фёдорович
Анато́лий Фёдорович Во́ронов (11 июня 1930 года — 31 октября 1993 года) — космонавт-испытатель 2-го набора ВВС; космических полетов не совершал.

## Биография
Анатолий Фёдорович Воронов родился 11 июня 1930 года в посёлке Кирилловка Бугульминского района ТАССР , РСФСР.

### Звания
- Лейтенант (09.01.1953).
- Старший лейтенант (21.04.1956).
- Капитан (15.01.1960).
- Майор (23.03.1963).
- Подполковник (12.10.1965),
  - с 25.05.1979 — подполковник запаса.
- Полковник запаса (30.04.1985).

### В отряде космонавтов
- 23 января 1965 года — космонавт 2-го отряда (военные космические программы).
- 30 апреля 1969 года — космонавт 3-го отдела 1-го управления 1-го НИИ ЦПК.
- 30 апреля 1974 года — переведён во 1-й отдел 1-го управления.
- 30 марта 1976 года — космонавт группы орбитальных кораблей и станций отряда космонавтов.
- 25 мая 1979 года — приказом Главкома ВВС был уволен из Вооруженных Сил  по болезни (тогда же отчислен из отряда космонавтов).
  - 15 июня 1979 года — исключён из списков части.

## Награды
- 1957 — Красного Знамени (за участие в испытаниях ядерного оружия),
- 1956 — Красной Звезды,
- 1969 — «За службу Родине в Вооруженных Силах СССР» III степени

Медали: 14 медалей[какие?].
Классность
- штурман-испытатель 3-го класса (1960.02.05).
- штурман-испытатель 2-го класса (1963.04.08).
- военный штурман 1-го класса (1963.06.18).
- Инструктор парашютно-десантной подготовки (ПДП) (24.12.1964), выполнил 103 прыжка.

За время летной службы имел общий налет 1730 часов на 16 типах бомбардировщиков, военно-транспортных и пассажирских самолётов и вертолётов, в том числе: Ан-8, Ан-10, Ан-12, Ан-24, Ту-124, Ил-18, Ми-4, Ми-6.
Анатолий Фёдорович умер 31 октября 1993 года; похоронен на кладбище деревни Леониха Щёлковского района Московской области (вблизи Звёздного городка).